# Venterol, Drôme
Venterol är en kommun i departementet Drôme i regionen Auvergne-Rhône-Alpes i sydöstra Frankrike. Kommunen ligger i kantonen Nyons som tillhör arrondissementet Nyons. År 2022 hade Venterol 632 invånare.

## Befolkningsutveckling
Antalet invånare i kommunen Venterol
Referens:INSEE